# Calliope (strumento musicale)

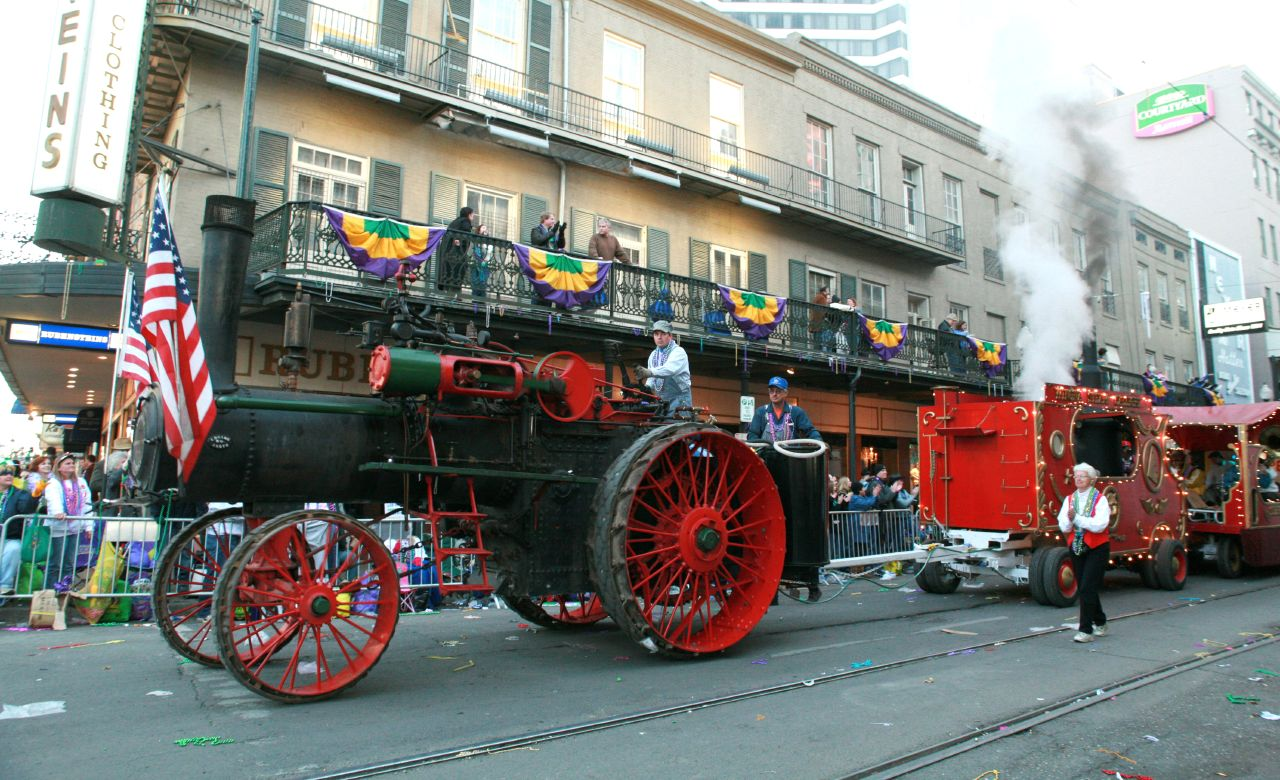
Calliope al traino di un trattore a vapore la domenica di carnevale 2007 a New Orleans

La calliope o organo a vapore è uno strumento musicale che produce il suono in via pneumatica, inoculando un gas (al principio vapore, in seguito aria compressa) in grandi trombe acustiche o sirene. È dotata di grande potenza sonora e perfino alcuni piccoli modelli sono udibili per chilometri. La calliope non permette variazioni di timbro o di dinamica, ed esegue musica solo attraverso l'altezza e il valore delle note. Lo strumento può essere azionato tanto da un esecutore umano, per mezzo di una tastiera, quanto da un cilindro chiodato, e può funzionare pertanto come un automa.

## Storia

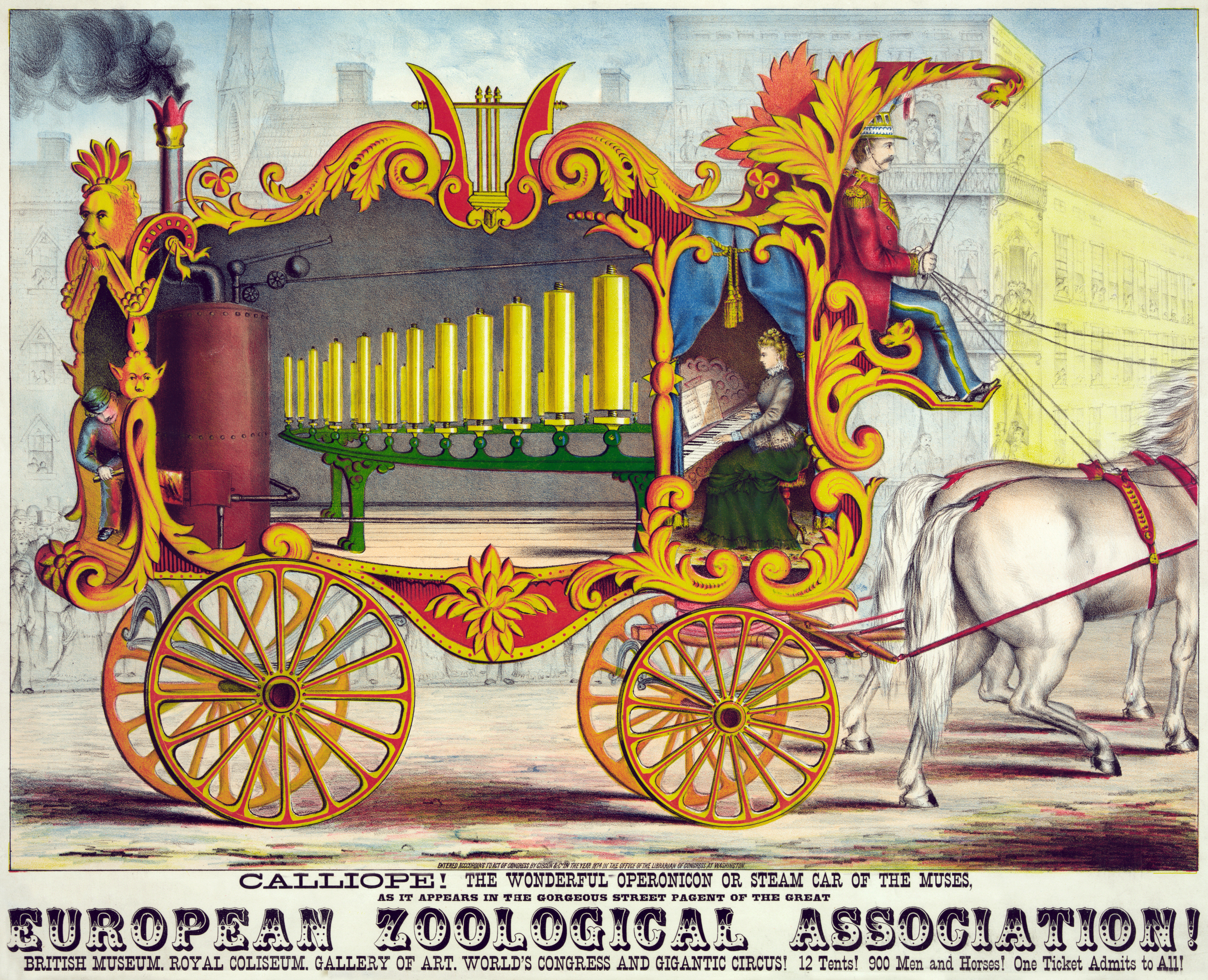
Manifesto pubblicitario di una calliope circense nel 1874

La calliope fu brevettata da Joshua C. Stoddard di Worcester il 9 ottobre 1855, sotto la descrizione di «impianto per produrre musica mediante vapore o aria compressa». La paternità dell'invenzione è però dibattuta e rivendicata anche in capo all'impiegato Arthur S. Denny, che l'avrebbe concepita nel 1850.
Nell'era del vapore dopo la rivoluzione industriale, lo strumento fu in voga sui battelli fluviali, nei circhi e nelle fiere, dove esistevano fonti di vapore già disponibili per altri scopi: nei battelli per le caldaie a propulsione, nei circhi per giostre o locomobili. Questi ultimi potevano anche erogare energia elettrica per l'illuminazione e trainare la calliope nella sfilata circense, che lo strumento tradizionalmente chiudeva.
Altre calliopi da circo erano però autosufficienti: esse venivano montate su un carro intagliato, dipinto e dorato trainato da cavalli. Gli strumenti a vapore possedevano spesso tastiere d'ottone, scelta dettata sia dalla maggior resistenza al calore e all'umidità, sia da motivi estetici soddisfatti dalla lucentezza dei tasti.
La maggior parte delle calliopi scomparve verso la metà del XX secolo, quando il vapore fu sostituito da altre fonti d'energia. Venuta meno la disponibilità di quei tecnici che un tempo erano procurati da miniere e ferrovie, mancò la manodopera per tenere in funzione le caldaie. Solo poche calliopi sopravvivono e suonano di rado.

## Usi e riferimenti contemporanei

### Musica leggera
- I Beatles sfruttarono il suono di una calliope nel brano Being for the Benefit of Mr. Kite! per creare un'atmosfera circense.
- La canzone The Tears of a Clown di Smokey Robinson & the Miracles, pubblicata per la prima volta nel 1967 e composta da Stevie Wonder e Hank Cosby, presenta un motivo da circo eseguito alla calliope, che ispirò a Smokey Robinson il tema del clown triste.
- Nell'album Wheels of Fire dei Cream del 1968, Jack Bruce ha usato la calliope nella canzone Passing the Time.
- Nel 1968 i Buffalo Springfield hanno usato una calliope nella canzone Merry-Go-Round dell'album Last Time Around.
- La band americana Kiss usò una calliope nel brano Flaming Youth dell'album Destroyer del 1976.
- Nell'album Blood Money di Tom Waits del 2002 è incluso un pezzo per tromba e calliope.

### Televisione
- Nella serie Il trenino Thomas il personaggio di Percy salva una calliope dalla discarica.
- Nell'episodio 170 dell'ottava stagione di SpongeBob Assaggi gratis, il protagonista usa una calliope per attirare clienti nel suo stand, ma ottiene l'effetto contrario.
- Nella serie televisiva La sirenetta - Le nuove avventure marine di Ariel, l'episodio 2 della 2ª stagione si chiama Concerto per calliope.